# Méthode scientifique de reconstruction faciale

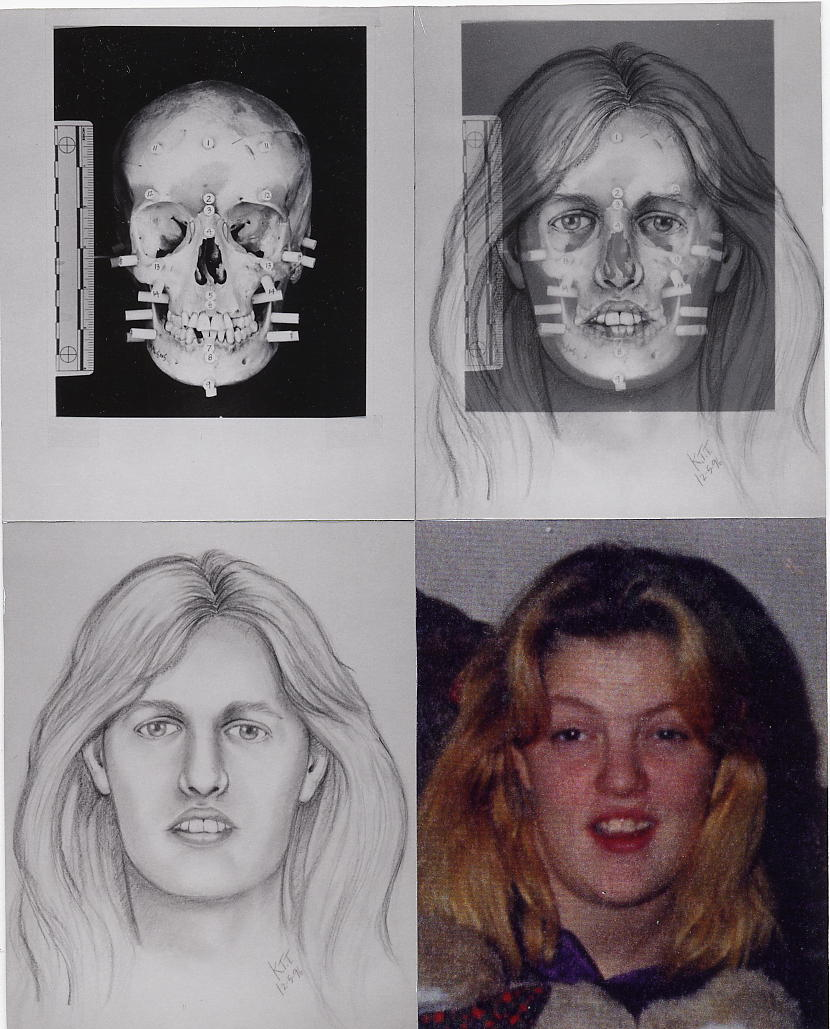
Reconstruction faciale à partir d'un crâne, et comparaison avec une photographie du vivant du sujet.

La méthode scientifique de reconstruction faciale est une tentative de recréer le visage d'un individu décédé (dont l'identité est souvent inconnue) à partir des restes de son squelette, en combinant l'interprétation artistique, la criminalistique, l'anthropologie, l'ostéologie, et l'anatomie. Dans le domaine de l'anthropologie judiciaire elle fait partie évidemment des techniques les plus subjectives – ainsi que des plus controversées. Elle n'en a pas moins obtenu assez souvent de grands succès si bien que l'on continue à affiner ses techniques de recherche et sa méthodologie.
À côté des enquêtes criminelles, on opère des reconstructions faciales pour des restes dont on pense qu'ils ont une valeur historique et pour des restes d'hominidés et d'humains préhistoriques.

## Types d'identification
Il existe deux types d'identification en anthropologie médicolégale : circonstancielle et sans équivoque.
- L'identification circonstancielle est établie lorsqu'une personne correspond au profil biologique d'un ensemble de restes squelettiques. Ce type d'identification ne peut ni prouver ni vérifier une identité, parce que plusieurs individus peuvent correspondre à la même description biologique.
- L'identification sans équivoque, un des premiers objectifs de la science médicolégale, est établie lorsqu’il n’y a qu’un seul ensemble présentant les caractéristiques biologiques d'un individu qui corresponde à un ensemble de restes issus d’un squelette. Un tel type d'identification exige que la correspondance de ces restes soit attestée par des dossiers médicaux ou dentaires, par des blessures ou des pathologies ante mortem caractéristiques, par une analyse de l'ADN, ou encore par d'autres preuves[2].

Lorsqu’il y a des restes non identifiés, une reconstruction faciale fournit aux enquêteurs et aux membres d’une famille impliqués dans des affaires criminelles la dernière possibilité quand toutes les autres techniques d'identification ont échoué. Des approximations faciales fournissent souvent le dernier déclic qui aboutit à l'identification sans équivoque de ces restes.